# Laraesima ochreoapicalis
Laraesima ochreoapicalis là một loài bọ cánh cứng trong họ Cerambycidae.